# Marie Décugis
Marie Décugis (* 7. August 1884 in Dieppe, Département Seine-Maritime; † 4. Mai 1969 in Grasse, Département Alpes-Maritimes) war eine französische Tennisspielerin.

## Leben
Sie nahm 1906 am Tenniswettbewerb der Olympischen Zwischenspiele in Athen teil und gewann mit ihrem Ehemann Max Décugis, den sie 1905 heiratete, die Goldmedaille im Mixed-Doppel. Im Finale bezwangen sie dort die griechische Doppelpaarung Sophia Marinou und Georgios Simiriotou in zwei Sätzen, nachdem sie zuvor nur ein Match – gegen Sophia Marinou und Georgios Simiriotou gewinnen mussten. Marie Décugis trat noch in der Einzelkonkurrenz an, schied jedoch in dieser gegen die Griechin Aspasia Matsa zum Auftakt aus. Max spielte noch bei zwei weiteren Spielen, Marie jedoch nur 1906.
Zweimal ging sie in Wimbledon den Start, aber sowohl 1912 als auch 1920 schied sie direkt in der ersten Runde aus. 1908 soll sie die French Open im Doppel an der Seite von Kate Gillou-Fenwick gewonnen haben, in den Siegerlisten steht jedoch der Name von Cecile Matthey. 1910 und 1911 gewann sie mit ihrem Mann Max die French Covered Court Championships im Mixed.